# الاتفاقية الأوروبية 1999-2000
الاتفاقية الأوروبية كانت اتفاقية 1999 هي الاتفاقية التي صاغت ميثاق الحقوق الأساسية للاتحاد الأوروبي. تمت الدعوة للاتفاقية في عام 1999 من قبل مجلس كولونيا الأوروبي لتعزيز حقوق مواطني الاتحاد الأوروبي وتكريسها على مستوى الاتحاد الأوروبي.
تألف الاجتماع من أعضاء البرلمان الأوروبي، وأعضاء البرلمانات الوطنية للاتحاد الأوروبي، وممثلين عن حكومات الدول الأعضاء في الاتحاد الأوروبي، وممثل عن المفوضية الأوروبية مع مراقبين من مؤسسات الاتحاد الأوروبي الأخرى. ترأس المؤتمر رومان هيرتسوغ.
اجتمعت اللجنة للمرة الأولى في ديسمبر 1999 ثم في 2 أكتوبر 2000 حيث قدمت مسودة وثيقتها. في وقت لاحق من ذلك الشهر وافق عليها المجلس الأوروبي، وفي نوفمبر تبعه البرلمان الأوروبي وأعلنها رسميًا قادة مؤسسات الاتحاد الأوروبي في 7 ديسمبر 2000 في نيس الفرنسية.
لم تكتسب الوثيقة قوة قانونية حتى عام 2009 عندما دخلت معاهدة لشبونة حيز التنفيذ مع أحكام لجعل الميثاق، والاتفاقية الأوروبية لحقوق الإنسان التي استند إليها، وأصبحت ملزمة قانونًا.